# Percocypris
Percocypris is een geslacht van straalvinnige vissen uit de familie van Cyprinidae (Eigenlijke karpers).

## Soorten
- Percocypris pingi (Tchang, 1930)
- Percocypris regani (Tchang, 1935)
- Percocypris tchangi (Pellegrin & Chevey, 1936)